# 纳厄河畔奥伯豪森
纳厄河畔奥伯豪森是德国莱茵兰-普法尔茨州的一个市镇。总面积3.31平方公里，总人口394人，其中男性200人，女性194人（2011年12月31日），人口密度119人/平方公里。